# Steve Guttenberg
Steven Robert "Steve" Guttenberg (n. 24 august 1958) este un actor, autor, businessman, producător și regizor american. Este binecunoscut datorită rolului său din seria de filme din anii 1980 Academia de Poliție.

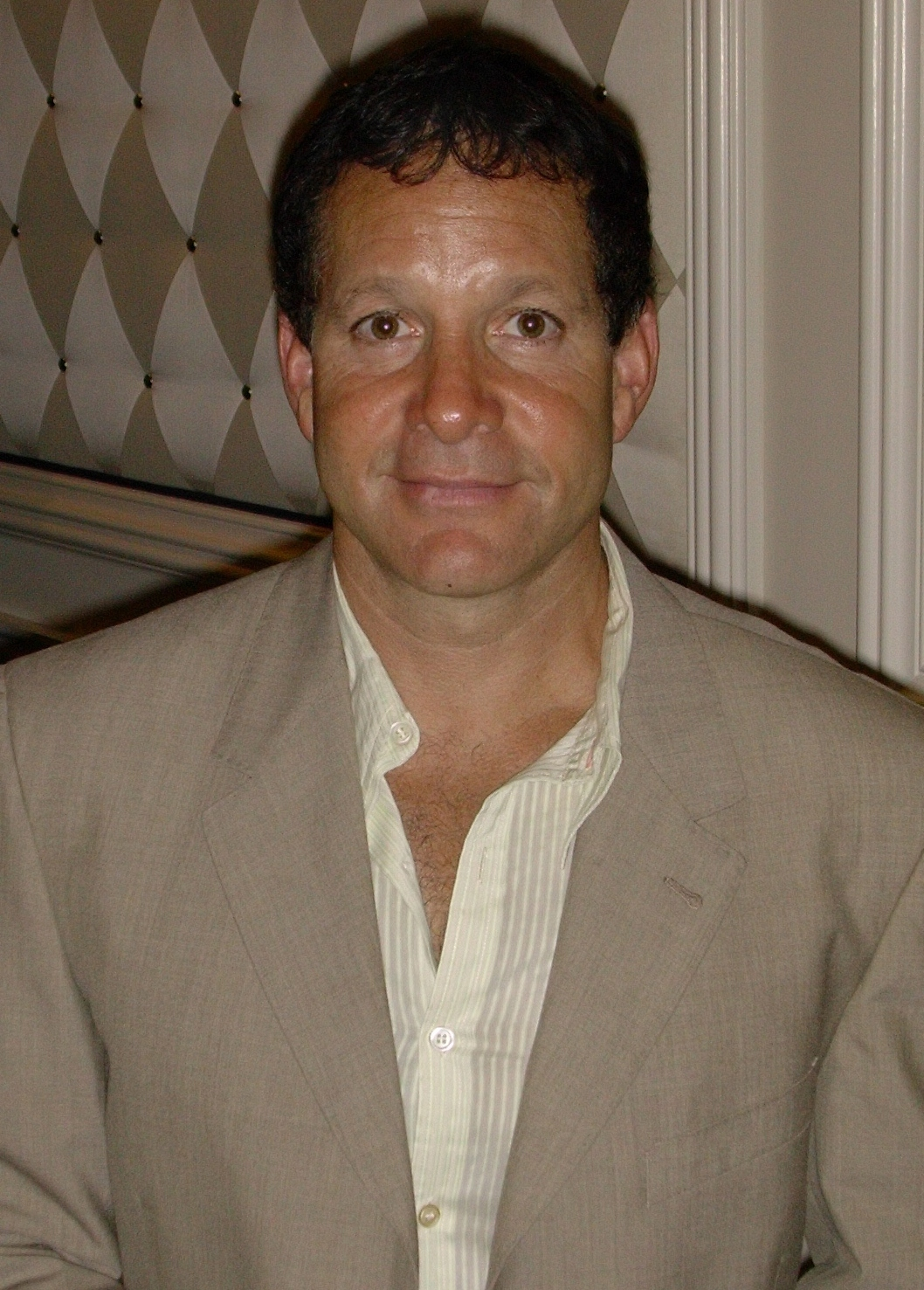
Steve Guttenberg în 2005

## Filmografie
| An   | Titlu                                             | Rol                    | Note            |
| ---- | ------------------------------------------------- | ---------------------- | --------------- |
| 1977 | Rollercoaster                                     | Messenger              | necreditat      |
| 1977 | The Chicken Chronicles                            | David Kessler          |                 |
| 1977 | Something for Joey                                | Michael Cappelletti    | Film TV         |
| 1978 | The Boys from Brazil                              | Barry Kohler           |                 |
| 1979 | Players                                           | Rusty                  |                 |
| 1980 | Can't Stop the Music                              | Jack Moreli            |                 |
| 1981 | Miracle On Ice                                    | Jim Craig              | Film TV         |
| 1982 | Diner                                             | Edward 'Eddie' Simmons |                 |
| 1983 | The Man Who Wasn't There                          | Samuel 'Sam' Cooper    |                 |
| 1983 | The Day After                                     | Stephen Klein          | Film TV         |
| 1984 | Police Academy                                    | Cadet Carey Mahoney    |                 |
| 1985 | Police Academy 2: Their First Assignment          | Officer Carey Mahoney  |                 |
| 1985 | Cocoon                                            | Jack Bonner            |                 |
| 1985 | Bad Medicine                                      | Jeff Marx              |                 |
| 1986 | Police Academy 3: Back in Training                | Sgt. Carey Mahoney     |                 |
| 1986 | Short Circuit                                     | Newton Crosby          |                 |
| 1987 | The Bedroom Window                                | Terry Lambert          |                 |
| 1987 | Police Academy 4: Citizens on Patrol              | Sgt. Carey Mahoney     |                 |
| 1987 | Amazon Women on the Moon                          | Jerry                  |                 |
| 1987 | Three Men and a Baby                              | Michael Kellam         |                 |
| 1987 | Surrender                                         | Marty                  |                 |
| 1988 | Cocoon: The Return                                | Jack Bonner            |                 |
| 1988 | High Spirits                                      | Jack Crawford          |                 |
| 1990 | Don't Tell Her It's Me (aka The Boyfriend School) | Gus Kubicek            |                 |
| 1990 | Three Men and a Little Lady                       | Michael Kellam         |                 |
| 1995 | The Big Green                                     | Sheriff Tom Palmer     |                 |
| 1995 | Home for the Holidays                             | Walter Wedman          |                 |
| 1995 | It Takes Two                                      | Roger Callaway         |                 |
| 1997 | Zeus and Roxanne                                  | Terry Barnett          |                 |
| 1997 | Casper: A Spirited Beginning                      | Tim Carson             | Direct-to-Video |
| 1997 | Tower of Terror                                   | Buzzy Crocker          |                 |
| 1998 | Airborne                                          | Bill McNeil            |                 |
| 1999 | Home Team                                         | Mr. Butler             |                 |
| 2002 | P.S. Your Cat Is Dead                             | Jimmy Zoole            |                 |
| 2004 | Single Santa Seeks Mrs. Claus                     | Nick                   |                 |
| 2005 | Meet the Santas                                   | Nick                   |                 |
| 2005 | The Poseidon Adventure                            | Richard Clarke         |                 |
| 2006 | Mojave Phone Booth                                | Barry                  |                 |
| 2008 | Major Movie Star                                  | Sidney Green           |                 |
| 2008 | Jackson                                           | Businessman            |                 |
| 2008 | Heidi 4 Paws                                      | Sebastian              | voce            |
| 2009 | Shannon's Rainbow                                 | Ed                     |                 |
| 2010 | Ay Lav Yu                                         | Christopher            |                 |
| 2010 | Cornered!                                         | Morty                  |                 |
| 2011 | A Novel Romance                                   | Nate Shepherd          |                 |
| 2012 | Making Change                                     | Trafton                |                 |
| 2013 | Quick to Duck                                     | Mickey Beans           |                 |
| 2014 | At the Top of the Pyramid                         | Principal Dickson      |                 |
| 2014 | Affluenza                                         | Philip Miller          |                 |
| 2014 | Sons of Liberty                                   | Jack Bonner            |                 |
| 2015 | Lavalantula                                       | Colton West            |                 |
| 2015 | The First Force                                   | Anunțat                |                 |